# Marijan Klanac
Marijan Klanac rođen je u Vukovaru 1943. godine. Diplomirao je na Visokoj školi za fizički odgoj Sveučilišta u Beogradu. 
Glavni tajnik je Športske zajednice Zadarske županije koja udružuje preko 400 športskih udruga u više od 50 športskih grana. Od 2004. zastupnik je u Skupštini Hrvatskog olimpijskog odbora i član Vijeća Hrvatskog olimpijskog odbora
Od 1957. do 1962. igra rukomet u RK Arsenal i RK Izviđač iz Zadra i nastupa za reprezentaciju grada Zadra na turnirima diljem Hrvatske i tadašnje Jugoslavije.
Od 1962. do 1968. godine bavi se atletikom i postiže značajne rezultate. Višestruki je prvak i osvajač kupa u štafeti 4x400 m i finalist u disciplini 400 metara, dva puta je član reprezentacije bivše države. 
Obnašao je razne sportske dužnosti u Zadru:
- od 1995. do 2000. godine član je Odbora za unapređenje športa i olimpijske pripreme Hrvatskog olimpijskog odbora
- 1998. godine član je Organizacijskog odbora 21. Svjetskog prvenstva u podvodnom ribolovu u Zadru
- 1999. godine član je Organizacijskog odbora 32. Europskog prvenstva klase 470 u Zadru
- od 2000. do 2004. predstavnik je općoj skupštini Hrvatskog olimpijskog odbora
- od 2002. do 2007. organizator je i koordinator na šest olimpijskih festivala dječjih vrtića Zadarske županije
- 2004. godine član je Organizacijskog odbora Svjetskog prvenstva klase 470 u Zadru
- 2006. godine član je Organizacijskog odbora 1. hrvatskih svjetskih igara u Zadru

2004. godine osvajač je Godišnje nagrade Zadarske županije. 

Državna nagrada za šport "Franjo Bučar" dodijeljena mu je za 2007. godinu.